# دوكان
دوكان مدينة عراقية ومركز قضاء في محافظة السليمانية تقع المدينة على ضفاف بحيرة دوكان جنوب مدينة السليمانية.